# 논공읍
논공읍(論工邑)은 대한민국 대구광역시 달성군의 읍이며 달성군의 군청 소재지이다. 달성군청과 읍사무소가 있는 금포리, 그리고 달성1차공단, 주택단지와 상권지, 교육 시설이 집중적으로 분포되어 있는 남리, 북리가 있다. 논공읍 공단출장소가 이곳에 있기 때문에 실질적으로 논공읍의 중심지는 읍사무소가 소재하는 금포리가 아닌 달성1차공단과 주택단지가 자리잡은 남리와 북리 일대이다. 달성군민운동장 역시 남리와 북리에 위치하고 있다. 배우 김명민, 고아라, 안성기, 조희봉이 연기한 영화 페이스 메이커의 촬영지 역시 달성1차공단 일대다.

## 역사
- 1895년 6월 23일(음력 윤5월 1일) 대구부 현풍군 논공면/걸산면/노장면[1]
- 1896년 8월 4일 경상북도 현풍군 논공면/걸산면/노장면[2]
- 1914년 4월 1일 경상북도 달성군 논공면[3]
- 1983년 6월 20일 달성지방산업단지 조성(1,241만평)
- 1989년 4월 3일 공단출장소 설치[4]
- 1995년 3월 1일 대구광역시 달성군 논공면
- 1996년 9월 1일 대구광역시 달성군 논공읍으로 승격[5]
- 2005년 5월 25일 달성군청 소재지 금포리 1313번지에 이전

## 행정 구역
- 노이리(蘆耳), 금포리(金圃), 삼리리(三狸), 위천리(渭川), 상리(上), 하리(下), 남리(南), 북리(北), 본리리(本里)
- 공단출장소

## 아파트
- 달성 우신 미가뷰
- 평광1,2차아파트
- 평광3차아파트
- 평광4차아파트
- 평광5차아파트
- 성원아파트
- 청구아파트
- 우방연합타운
- 논공주공
- 논공삼주아파트

## 주요 시설
- 달성군청 - 달성군청로 33
- 논공읍 행정복지센터 - 비슬로 1779
- 논공읍 행정복지센터 공단출장소 - 논공중앙로33길 3
- 달성경찰서 공단파출소 - 논공중앙로33길 7
- 달성경찰서 논공파출소 - 비슬로 1788
- 달성군 예비군 훈련장 - 금포리 1859
- 예비군 논공읍대 - 비슬로 1799
- 예비군 공단출장대
- 달성1차산업단지

### 금융 기관
- 논공우체국 - 비슬로366길 3
- 논공 공단 우체국 - 논공중앙로33길 9
- 논공농협 - 비슬로 1778
- 논공농협 공단지점 - 논공로5길 113
- 논공농협 남부지점 - 논공중앙로 114
- 논공새마을금고 - 비슬로 1777
- 공단새마을금고 - 논공중앙로 136

## 교육 기관
- 대영유치원 - 논공중앙로22길 47
- 이튼유치원 - 논공로17길 16-8
- 대구금포초등학교병설유치원 - 금포초등길 28
- 대구금포초등학교 - 금포초등길 28
- 대구남동초등학교 - 논공로 258
- 대구북동초등학교 - 논공로11길 18
- 논공중학교 - 달성공단로 719
- 대구논공초등학교 - 논공로7길 41
- 북동중학교 - 논공로7길 43

## 기업
- 동아제약 달성공장
- 평화산업
- 대동
- 상신브레이크
- 이래오토모티브 (구.한국델파이)
- 푸르밀 대구공장
- 샤니 달성공장